# اصغر یوسفی‌نژاد
اصغر یوسفی‌نژاد (۱۳۴۸ – ۲۲ شهریور ۱۴۰۱)  کارگردان، فیلمنامه‌نویس و منتقد سینما از تبریز است. او با فیلم‌های «خانه» و «قولچاق» که به زبان ترکی آذربایجانی ساخته شده‌اند، شناخته شده است.
فیلم «خانه» ، از سال ۲۰۰۴ تا ۲۰۱۷، اولین فیلمی به زبان آذربایجانی بود که در جشنواره بین‌المللی فیلم فجر شرکت کرد. اما این فیلم به دلیل اینکه به زبان ترکی آذربایجانی بود، به جشنواره بین‌المللی فیلم فجر راه نیافت.

## درباره‌ی او
اصغر یوسفی‌نژاد در سال ۱۳۴۸ در تبریز به دنیا آمد. وی در دانشگاه صدا و سیمای ایراندر تهران تحصیل کرد و از سال ۱۹۸۹ به عنوان کارگردان، نویسنده و تهیه‌کننده فعالیت داشت.
در سپتامبر ۲۰۲۲ به دلیل خونریزی مغزی به بیمارستان منتقل شد و پس از آن تحت عمل جراحی قرار گرفت. او در صبح روز ۱۳ سپتامبر بر اثر سکته مغزی درگذشت و در روز ۱۴ سپتامبر در قبرستان وادی رحمت تبریز به خاک سپرده شد.

## فعالیت
اصغر یوسفی‌نژاد در سال ۲۰۱۶ فیلم «خانه» را در تبریز ساخت. این فیلم، از سال ۲۰۰۴ تا ۲۰۱۷، اولین فیلمی به زبان ترکی آذربایجانی بود که در «جشنواره بین‌المللی فیلم فجر» شرکت کرد. فیلم «خانه» که با زیرنویس فارسی به نمایش درآمد، موفق به کسب جایزه «نت‌پک» و همچنین جایزه‌های «سیمرغ زرین» و «سیمین» برای بهترین فیلمنامه و بهترین فیلم در سی و پنجمین «جشنواره بین‌المللی فیلم فجر» شد. این فیلم بعدها در ماه می ۲۰۱۸ در «جشنواره بین‌المللی فیلم ترانسیلوانیا» در رومانی جایزه ویژه هیئت داوران را دریافت کرد.
در سال ۲۰۲۰ فیلم «قولچاق» به زبان ترکی آذربایجانی در تبریز ساخته شد. این فیلم به چهلمین «جشنواره بین‌المللی فیلم فجر» راه نیافت. بهروز افخمی، کارگردان ایرانی، اظهار داشت که اگرچه فیلم «قولچاق» فیلمی حیرت‌انگیز است، اما به دلیل اینکه به زبان ترکی است، در جشنواره فجر حضور نخواهد داشت.
در آوریل ۲۰۲۳، تیم خلاق فیلم «قولچاق» در چهل و دومین «جشنواره فیلم استانبول» تقدیر شد. اولین اکران سینمایی این فیلم پس از مرگ کارگردان در سال ۲۰۲۳ در ترکیه برگزار شد. سپس در ۲۵ مارس ۲۰۲۴ این فیلم در تبریز در سینما به نمایش درآمد.

## فیلم‌شناسی

### کارگردان
- عروسک (۱۴۰۰)
- خانه (اِئو) (۱۳۹۵)
- باران رؤیاها را نمی‌شوید (۱۳۸۲)

### نویسنده
- خانه (اِو) (۱۳۹۵)
- باران رؤیاها را نمی‌شوید (۱۳۸۲)

### تهیه‌کننده
- خانه (اِو) (۱۳۹۵)

## جوایز
- سیمرغ زرین بهترین فیلم بخش سینمای سعادت برای فیلم خانه در سی و پنجمین جشنواره جهانی فیلم فجر[۲۵][۲۶]
- سیمرغ سیمین بهترین فیلمنامه بخش سینمای سعادت برای فیلم خانه در سی و پنجمین جشنواره جهانی فیلم فجر[۲۵][۲۶]
- جایزه نتپک برای فیلم خانه در سی و پنجمین جشنواره جهانی فیلم فجر[۲۵][۲۶]
- نشان عباس کیارستمی برای فیلم خانه در هجدهمین مراسم جشن حافظ[۲۷]